# Afonso Guimarães da Silva
Afonso Guimarães da Silva, mais conhecido como Afonsinho (Rio de Janeiro, 8 de março de 1914 — Rio de Janeiro, 20 de fevereiro de 1997), foi um futebolista brasileiro que atuou como meia.

## Carreira
Iniciou sua carreira de futebolista no América-RJ. Disputou a Copa do Mundo de 1938, quando era atleta do São Cristóvão. Encerrou a carreira no Fluminense em 1946. No Tricolor, realizou 157 partidas com 1 gol marcado e foi campeão estadual em 1941 e 1946.

## Títulos
América-RJ
- Campeonato Carioca: 1931[3]

Fluminense
- Campeonato Carioca: 1941, 1946[1][3]